# Clactoniense
El Clactoniense es una facies industrial del Paleolítico Inferior descrita por Henri Breuil en 1932 a partir de materiales del lugar epónimo de Clacton-on-Sea (Essex, Inglaterra).

## Caracteristicas
Aunque es contemporáneo del Achelense y comparte sus mismos rasgos tecnológicos, carece de bifaces. Se caracteriza, más bien, por un procedimiento de extracción de lascas que a menudo recibe ese mismo apelativo (técnica clactoniense) y que consiste en obtener piezas de gran tamaño golpeando con grandes percutores, en general pasivos (percutor durmiente). 

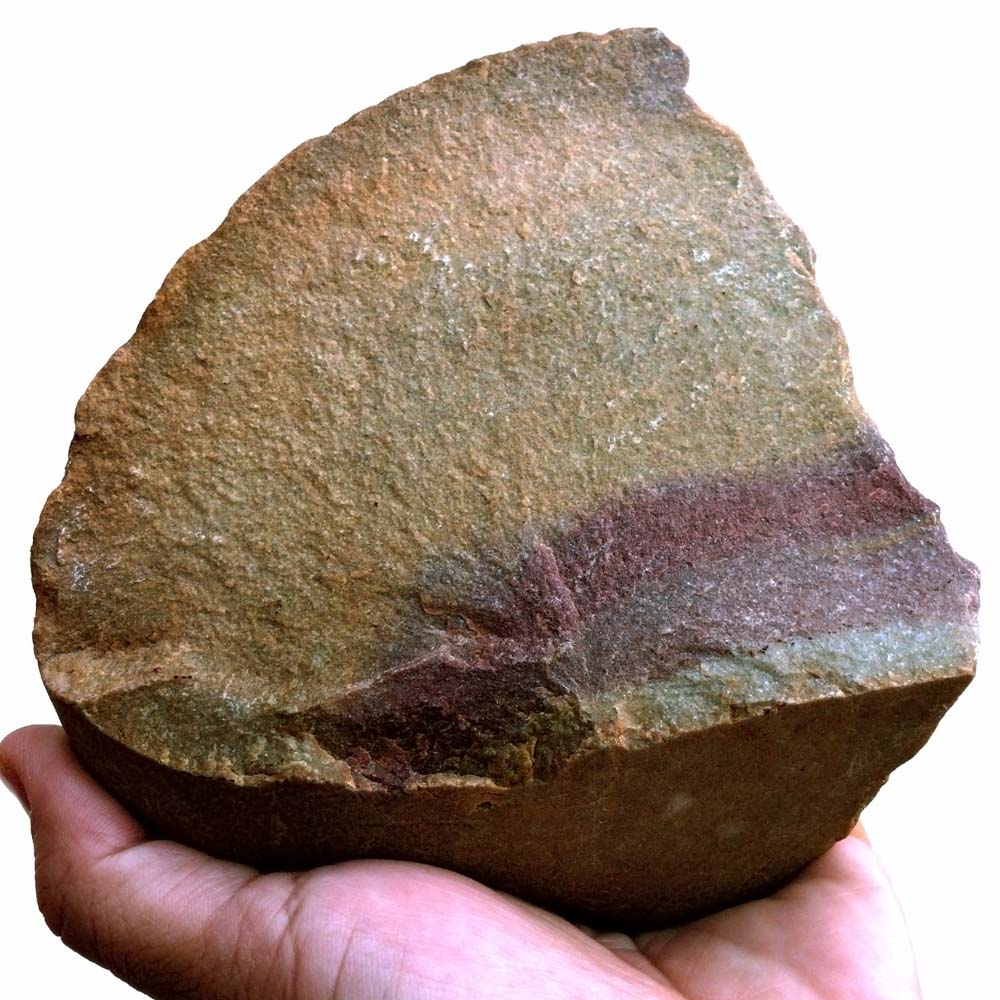
Lasca clactoniense.

## Usos
Las lascas así obtenidas se distinguen por el talón grueso, casi siempre liso o cortical, y con un contraconcoide muy prominente. Esta facies parecía extenderse por toda la Europa atlántica.
Samuel H. Warren, revisando las ideas de Breuil, matiza que no se trata propiamente de una industria sólo con lascas, sino que posee varios tipos de útiles nucleares, fundamentalmente, cantos tallados, elaborados sobre bloques angulosos de sílex. Además, más de la mitad de las lascas que pudo estudiar del yacimiento de Clacton no se habían extraído siguiendo el proceso descrito por Breuil. Técnica que, por otra parte se da en otras culturas de la Edad de Piedra.

## Extracción
En el yacimiento de Swanscombe (también en Inglaterra) se han hallado lascas de tipo clactoniense en sedimentos muy antiguos, datados en la glaciación Mindel o, incluso en el interglaciar anterior (quizá hace unos 600 000 años). En las terrazas del río Somme (cercanías de París, Francia) industrias de este tipo se han asociado a restos fauna (Elephas antiquus y Elephas meridionalis), a las mismas cotas que el Abbevillense (es decir, inicios del Achelense). Al evolucionar, en el interglaciar Mindel-Riss, el Clactoniense diversifica su utillaje, por lo que comienza a hablarse de una etapa diferente, el Evenosiense; el cual, a su vez, dará lugar a las llamadas Industrias tipo Curson. El Evenosiense, que también carece de bifaces, ya posee útiles como los raspadores y truncaduras —virtualmente idénticos a los del Paleolítico Superior—, además de cantos tallados, poliedros, muescas y denticulados.
Sin embargo, Clactoniense, más que una cultura o una facies, podría tratarse de una técnica de  talla que se usa indistintamente para la extracción de lascas o el retoque de las mismas con percutor duro. Este retoque suele tener con objeto obtener una profunda escotadura o hendidura en el filo, por medio de un único lascado muy penetrante y marcado: Muesca clactoniense. Entendiéndolo así, el clactoniense existe dentro del Achelense (quizá como variante, a lo largo de todo su desarrollo) e, incluso, durante etapas posteriores.